# TekNOTO
tekNOTO（テクノオト）は渡部真也・細井聡司・中原涼によるテクノ・ユニット。
2004年8月にアルバム『tekNOTO』を発表して活動を開始。このCDの取扱いを行っていたインディーズCD通販サイトにて月間ランキング1位を獲得した。

## ディスコグラフィー
- tekNOTO (2004年)